# ولفگانگ اشتاینمایر
ولفگانگ اشتاینمایر (آلمانی: Wolfgang Steinmayr؛ زادهٔ ۶ سپتامبر ۱۹۴۴) دوچرخه‌سوار اهل اتریش است.